# Infernetto
Infernetto est une zone urbanistique et une frazione de la ville de Rome,,, au Latium, Italie.

## Géographie
Infernetto est situé dans le Municipio XIII au sud de la ville, à proximité du Ostie et de la mer, entouré presque totalement par la  pinède Castelfusano et par le domaine présidentiel. Le hameau relié est au nord par la rue  Cristoforo Colombo qui délimite la frontièrede cette zone du reste de la ville.

## Histoire
À l'époque Romaine, Infernetto est une grande zone cultivée, mais après la chute de l'Empire Romain d'occident, la terre est abandonnée, devenant un milieu humide et propice à la malaria.
À partir du Moyen Âge, les quelques habitants de la zone sont des chasseurs et de bûcherons qui utilisent le bois pour faire du charbon. Ils  vivent  dans des huttes de chaume. Le charbon qui est vendu à Rome devient la production majeure de l'économie de la zone. le nom  « Infernetto » (en français : Petit enfer) découle directement de cette activité, parce que pendant le XVIIIe et le XIXe siècle la production du charbon provoquait une colonne de fumée noire dans le ciel, visible depuis le centre de Rome. 
Pendant l'époque Fasciste la zone Infernetto est bonifiée devenant un faubourg de Rome. Dans les années 1970,  des maisons résidentielles sont construites illégalement ,  sans permis et sans aucun plan urbanistique. Au milieu des années 1990, le conseil municipal romain réglemente l'occupation, met en place un plan d'occupation des sols et construit de nouvelles infrastructures.